# Grand Prix automobile des États-Unis 1991
GP précédent GP suivant
Le Grand Prix automobile des États-Unis 1991 (Iceberg United States Grand Prix), disputé le 10 mars 1991 sur le circuit urbain de Phoenix, est la 501e épreuve de l'histoire du championnat du monde de Formule 1 courue depuis 1950 et la première manche du championnat 1991.
L'épreuve a été remportée par Ayrton Senna au volant d'une McLaren-Honda.

## Classement

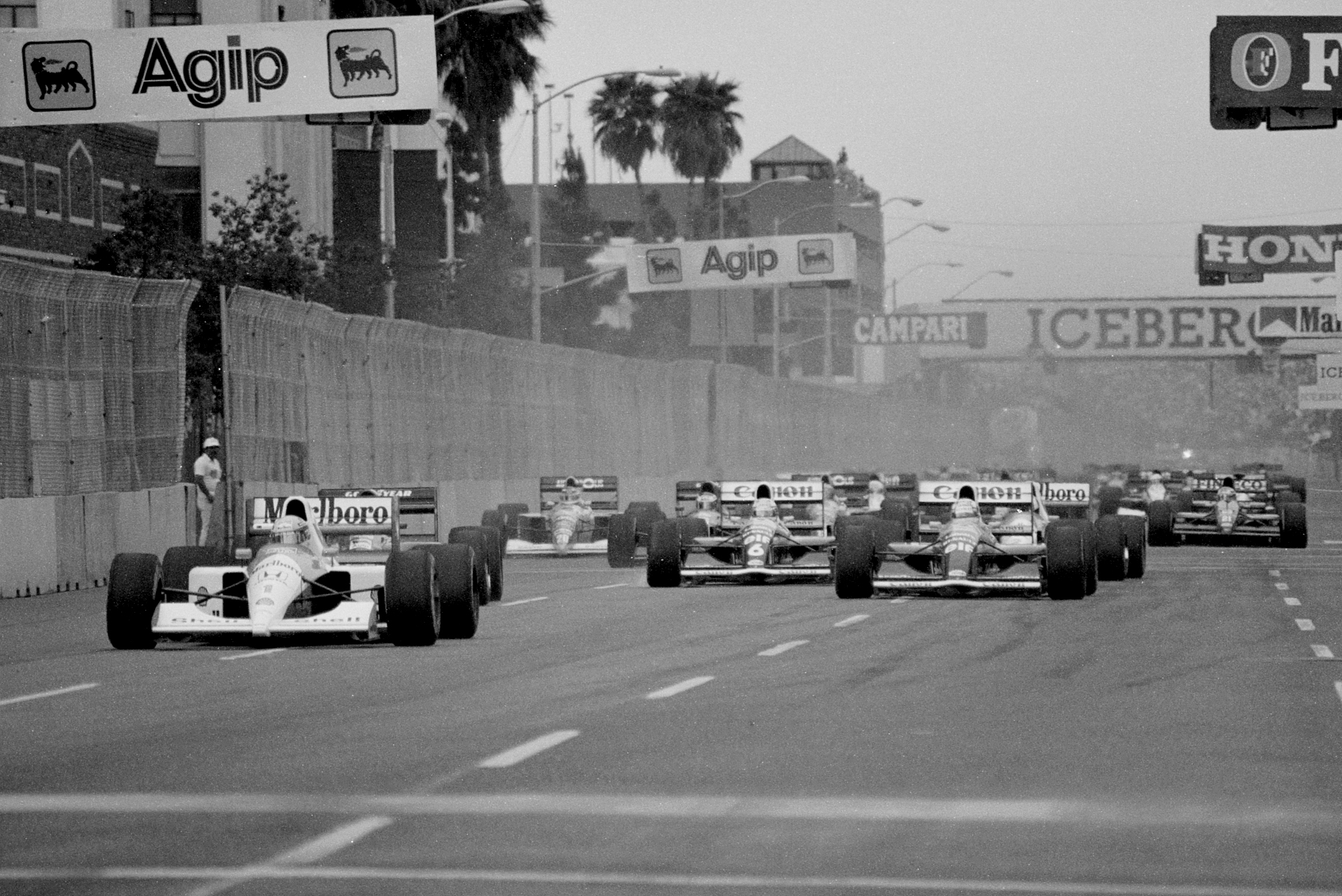
Le départ du Grand Prix.

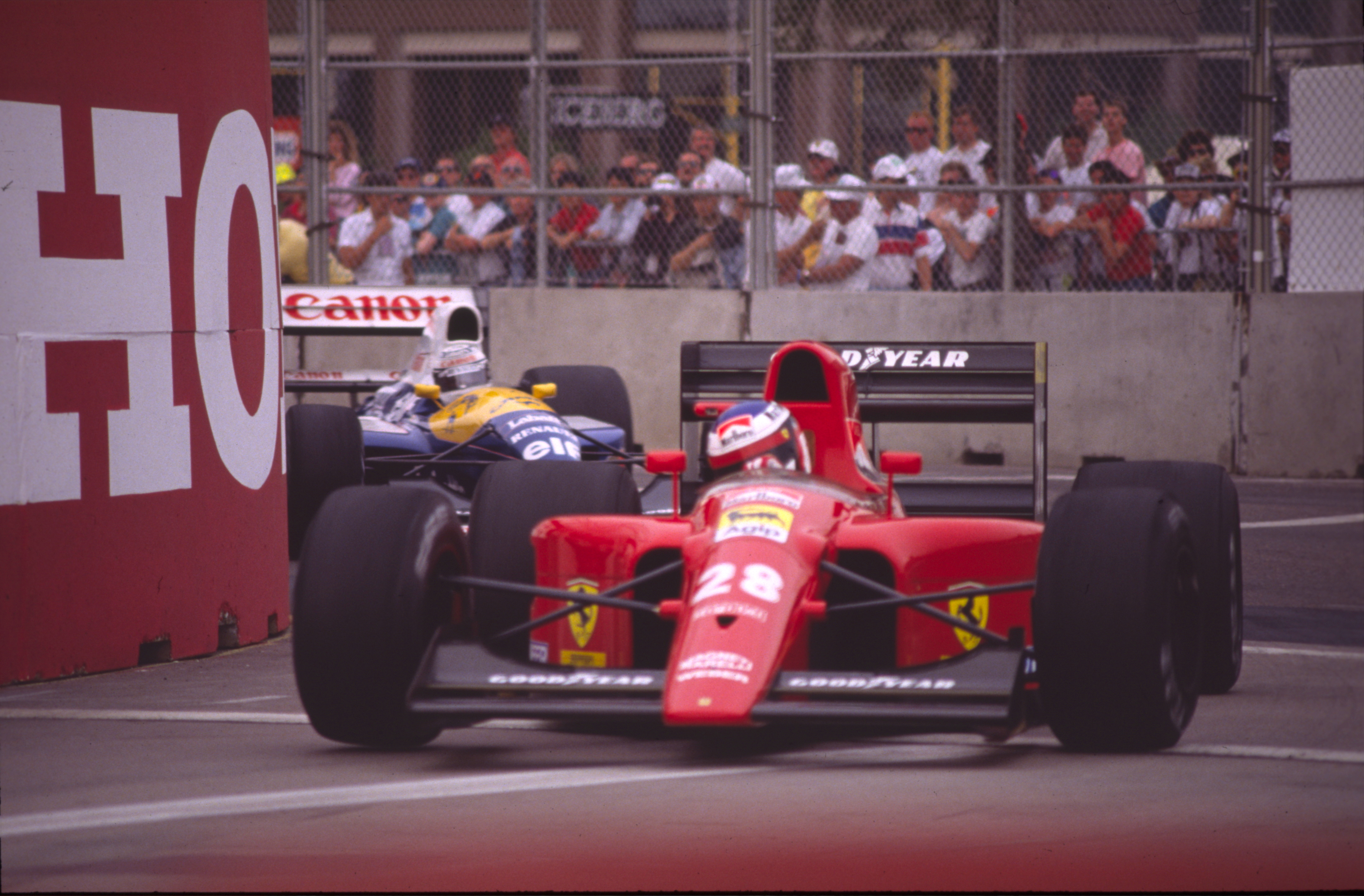
Jean Alesi, auteur du meilleur tour en course, suivi par Riccardo Patrese.

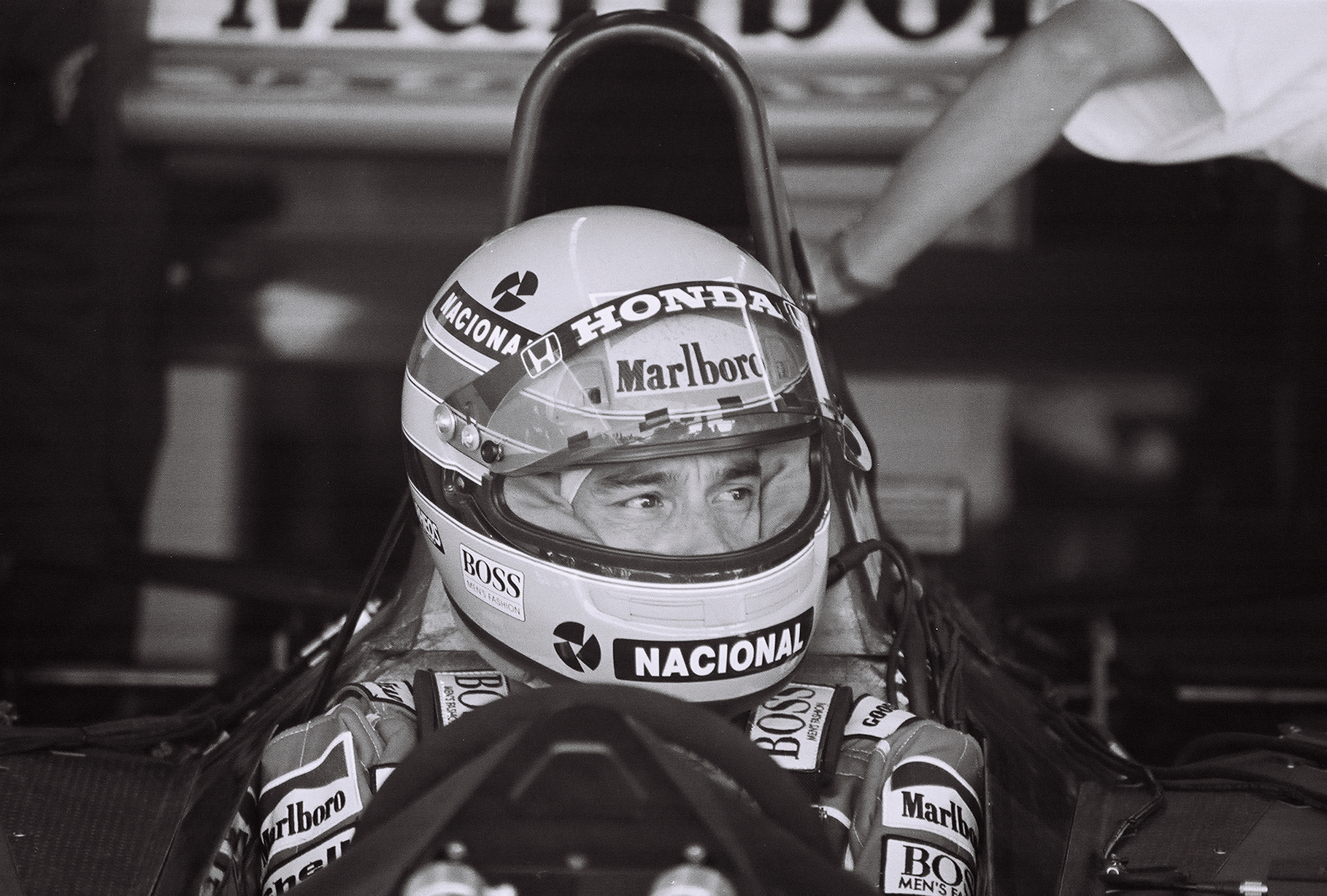
Ayrton Senna à Phoenix en 1991.

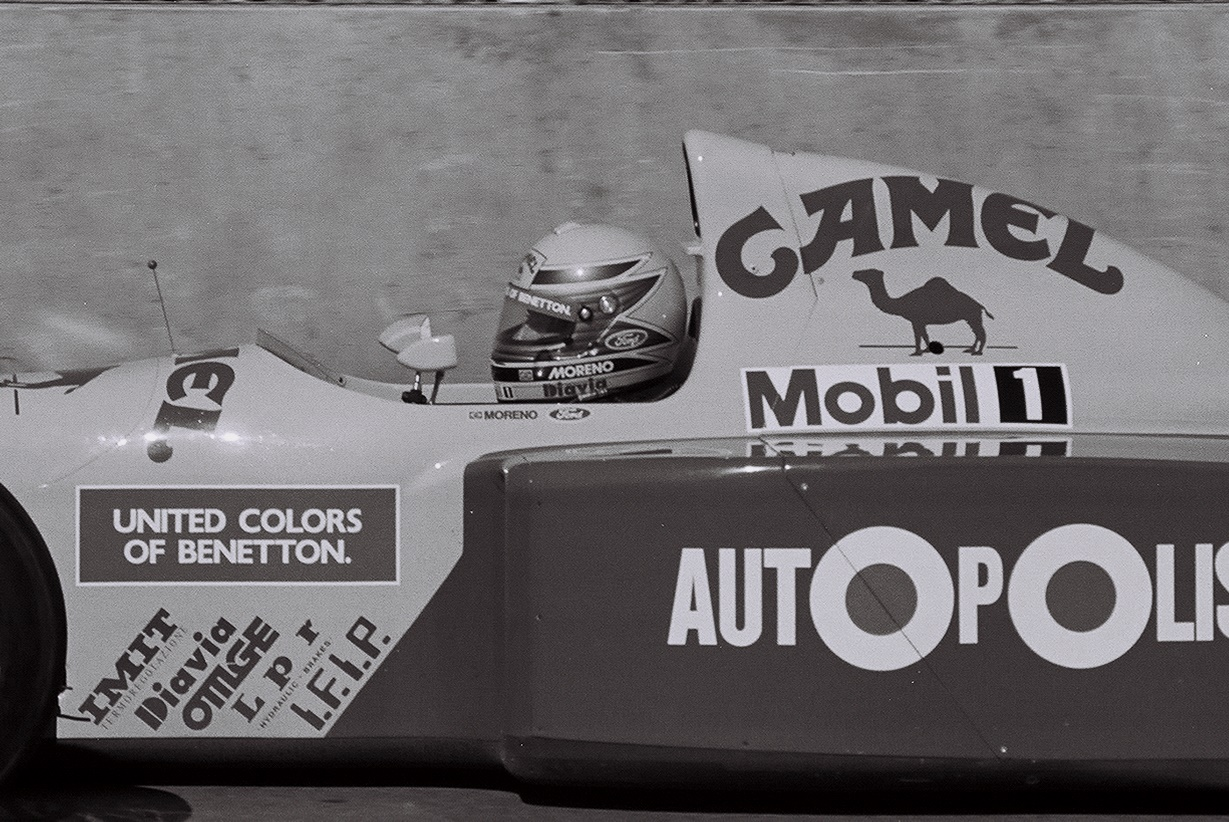
Roberto Moreno à Phoenix en 1991.

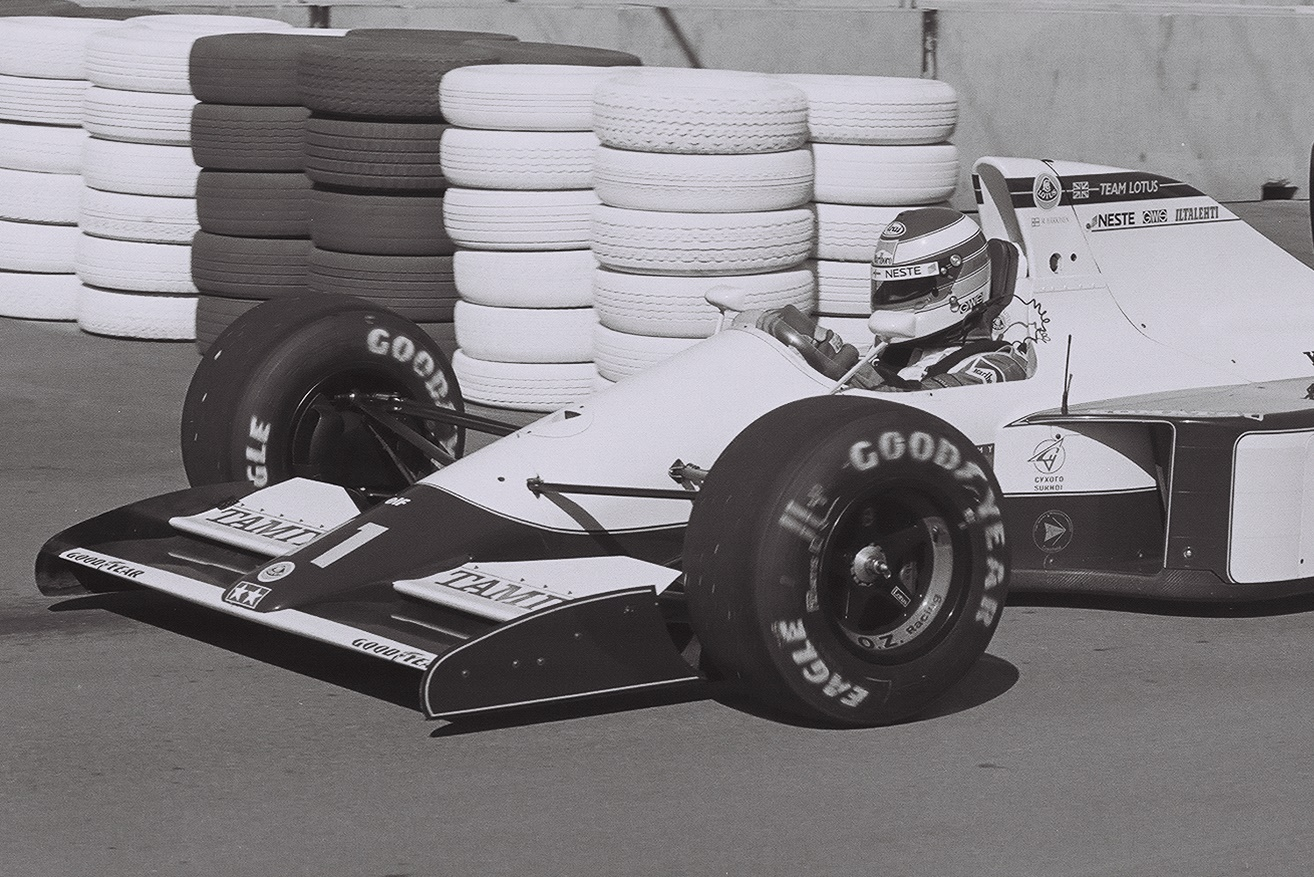
Mika Häkkinen à Phoenix en 1991.

| Pos. | No | Pilote             | Écurie               | Tours | Temps/Abandon                      | Grille | Points |
| ---- | -- | ------------------ | -------------------- | ----- | ---------------------------------- | ------ | ------ |
| 1    | 1  | Ayrton Senna       | McLaren-Honda        | 81    | 2 h 00 min 47 s 828 (149,706 km/h) | 1      | 10     |
| 2    | 27 | Alain Prost        | Ferrari              | 81    | + 16 s 322                         | 2      | 6      |
| 3    | 20 | Nelson Piquet      | Benetton-Ford        | 81    | + 1 min 17 s 376                   | 5      | 4      |
| 4    | 4  | Stefano Modena     | Tyrrell-Honda        | 81    | + 1 min 25 s 409                   | 11     | 3      |
| 5    | 3  | Satoru Nakajima    | Tyrrell-Honda        | 80    | + 1 tour                           | 16     | 2      |
| 6    | 30 | Aguri Suzuki       | Larrousse-Ford       | 79    | + 2 tours                          | 21     | 1      |
| 7    | 34 | Nicola Larini      | Modena-Lamborghini   | 78    | + 3 tours                          | 17     |        |
| 8    | 17 | Gabriele Tarquini  | AGS-Ford             | 77    | + 4 tours                          | 22     |        |
| 9    | 23 | Pierluigi Martini  | Minardi-Ferrari      | 75    | Moteur                             | 15     |        |
| 10   | 32 | Bertrand Gachot    | Jordan-Ford          | 75    | Moteur                             | 14     |        |
| 11   | 7  | Martin Brundle     | Brabham-Yamaha       | 73    | + 8 tours                          | 12     |        |
| 12   | 28 | Jean Alesi         | Ferrari              | 72    | Boîte de vitesses                  | 6      |        |
| Abd. | 11 | Mika Häkkinen      | Lotus-Judd           | 59    | Moteur                             | 13     |        |
| Abd. | 6  | Riccardo Patrese   | Williams-Renault     | 49    | Collision                          | 3      |        |
| Abd. | 19 | Roberto Moreno     | Benetton-Ford        | 49    | Collision                          | 8      |        |
| Abd. | 9  | Michele Alboreto   | Footwork-Porsche     | 41    | Boîte de vitesses                  | 25     |        |
| Abd. | 16 | Ivan Capelli       | Leyton House-Ilmor   | 40    | Boîte de vitesses                  | 18     |        |
| Abd. | 25 | Thierry Boutsen    | Ligier-Lamborghini   | 40    | Moteur                             | 20     |        |
| Abd. | 2  | Gerhard Berger     | McLaren-Honda        | 36    | Pompe à essence                    | 7      |        |
| Abd. | 5  | Nigel Mansell      | Williams-Renault     | 35    | Boîte de vitesses                  | 4      |        |
| Abd. | 15 | Mauricio Gugelmin  | Leyton House-Ilmor   | 34    | Boîte de vitesses                  | 23     |        |
| Abd. | 8  | Mark Blundell      | Brabham-Yamaha       | 32    | Sortie de piste                    | 24     |        |
| Abd. | 21 | Emanuele Pirro     | Scuderia Italia-Judd | 16    | Boîte de vitesses                  | 9      |        |
| Abd. | 24 | Gianni Morbidelli  | Minardi-Ferrari      | 15    | Boîte de vitesses                  | 26     |        |
| Abd. | 22 | Jyrki Järvilehto   | Scuderia Italia-Judd | 12    | Embrayage                          | 10     |        |
| Abd. | 29 | Éric Bernard       | Larrousse-Ford       | 4     | Moteur                             | 19     |        |
| Nq.  | 26 | Érik Comas         | Ligier-Lamborghini   |       | Non qualifié                       |        |        |
| Nq.  | 10 | Alex Caffi         | Footwork-Porsche     |       | Non qualifié                       |        |        |
| Nq.  | 18 | Stefan Johansson   | AGS-Ford             |       | Non qualifié                       |        |        |
| Nq.  | 12 | Julian Bailey      | Lotus-Judd           |       | Non qualifié                       |        |        |
| Npq. | 33 | Andrea De Cesaris  | Jordan-Ford          |       | Non préqualifié                    |        |        |
| Npq. | 31 | Pedro Chaves       | Coloni-Ford          |       | Non préqualifié                    |        |        |
| Npq. | 14 | Olivier Grouillard | Fondmetal-Ford       |       | Non préqualifié                    |        |        |
| Npq. | 35 | Eric van de Poele  | Modena-Lamborghini   |       | Non préqualifié                    |        |        |

## Pole position et record du tour
- Pole position : Ayrton Senna en  1 min 21 s 434 (vitesse moyenne : 164,496 km/h).
- Meilleur tour en course : Jean Alesi en 1 min 26 s 758 au 49e tour (vitesse moyenne : 154,402 km/h).

## Tours en tête
- Ayrton Senna : 81 (1-81)

## Statistiques
- 27e victoire pour Ayrton Senna.
- 87e victoire pour McLaren en tant que constructeur.
- 59e victoire pour Honda en tant que motoriste.
- 1er engagement de l'écurie Modena Team (non préqualification).
- 1er Grand Prix des écuries Footwork Racing (ex-Arrows) et Jordan Grand Prix.
- Dernière édition du Grand Prix automobile des États-Unis après 33 années consécutives. La Formule 1 ne reviendra aux États-Unis qu'en 2000 sur le circuit d'Indianapolis.
- Ayrton Senna est le premier pilote à recevoir les 10 points attribués au vainqueur de l'épreuve.
- La course s'est disputée devant seulement 18 500 spectateurs.